# Калицинский сельсовет
Калицинский сельсовет — упразднённая административно-территориальная единица, существовавшая на территории Московской области до 1975 года.

## Калицинский сельсовет до 1959 года
Калицинский сельсовет до 1929 года входил в состав Микулинской волости Тверского уезда Тверской губернии. В 1929 году он был отнесён к Лотошинскому району Московского округа Московской области.
В мае 1930 года к Калицинскому с/с было присоединено селение Верейки, переданное из Степуринского района Ржевского округа Западной области.
17 июля 1939 года к Калицинскому с/с был присоединён Звягинский с/с (селения Звягино, Кудрино, Пешки и Чапаево).
28 декабря 1951 года селение Дьяково было передано из Калицынского с/с в Афанасовский. Одновременно из Новолисинского с/с в Калицинский было передано селение Харпай.
5 ноября 1959 года Калицинский с/с был упразднён, а его территория передана в Монасеинский с/с.

## Афанасовский сельсовет до 1960 года
Афанасовский сельсовет до 1929 года входил в состав Микулинской волости Тверского уезда Тверской губернии. В 1929 году он был отнесён к Степуринскому району Ржевского округа Западной области.
В мае 1930 года Афанасовский с/с был передан в Лотошинский район Московского округа Московской области. На тот момент он включал селения Афанасово, Канищево, Раменье и Себудово.
17 июля 1939 года к Афанасовскому с/с были присоединены селения Ильинское и Сельменево упразднённого Ильинского с/с, но уже 4 октября оба этих селения были переданы во Введенский с/с.
23 февраля 1951 года в Афанасовский с/с были переданы селения Аринькино и Поляны Старицкого района Калининской области. 28 декабря из Калицынского с/с в Афанасовский было передано селение Дьяково.

## Калицинский сельсовет в 1960—1975 годах
20 августа 1960 года из Монасеинского с/с в Афанасовский были переданы селения Абушково, Верейки, Звягино, Калицино, Кудрино, Пешки, Татьянкино, Харпай и Чапаево. Одновременно селения Аринькино, Вяхирево, Канищево, Могильцы и Себудово были переданы из Афанасовского с/с во Введенский. При этом Афанасовский с/с был переименован в Калицинский сельсовет.
1 февраля 1963 года Лотошинский район был упразднён и Калицынский с/с вошёл в Волоколамский укрупнённый сельский район.
11 января 1965 года Лотошинский район был восстановлен и Калицынский с/с вновь вошёл в его состав.
21 января 1975 года Калицынский с/с был упразднён. При этом селения Андрониха, Афанасово, Дьяково, Петровское, Поляны и Раменье были переданы во Введенский с/с; Абушково, Верейки, Калицино и Харпай — в Монасеинский с/с; Звягино, Кудрино, Пешки, Татьянкино и Чапаево — в Нововасильевский с/с.